# Parship
Parship is een datingwebsite. De site is eigendom van ParshipMeet Holding GmbH, wat op haar beurt weer onderdeel is van de ProSiebenSat.1 Group.  De naam is een verkorte versie van het Engelse woord 'partnership'.
Parship werd in 2000 opgericht in Duitsland en ging op 14 februari 2001 online. Parship lanceerde in 2003 de Nederlandse website. Het bedrijf is onder meer actief in België, Denemarken, Duitsland, Frankrijk, Ierland, Italië, Nederland, Noorwegen, Oostenrijk, Spanje, Verenigd Koninkrijk, Zweden, Zwitserland en Mexico.

## Beoordelingen
Er zijn veel klachten van deelnemers over de website. Parship werd beoordeeld als slechtste datingsite door het Nederlandse consumentenprogramma TROS Radar van 19 april 2010.
Parship adverteert met een "wetenschappelijke persoonlijkheidstest". Dat is echter om twee redenen manifest onjuist. Ten eerste ontstaan matches en relaties deels op rationele gronden en deels op emotionele; het tweede maakt een wetenschappelijke matching per definitie onmogelijk. Daarnaast wil "wetenschappelijk" zeggen dat de methode gepubliceerd is en gecontroleerd kan worden door anderen. Aan dat essentiële criterium is niet voldaan. Een onafhankelijke vergelijkende matchingtest (tussen twee groepen singles, waarvan de ene groep met en de andere groep zonder de persoonlijkheidstest van Parship) is evenmin beschikbaar. De Nederlandse Reclame Code Commissie noemde de claim "wetenschappelijke matching" dan ook misleidend.
In België zou het aantal leden van Parship niet de beloofde 80.000, maar 5700 bedragen. In februari 2008 werd tegen het bedrijf een rechtsprocedure opgestart door Tesamen vzw, wegens overtreding van de wetgeving op de huwelijksbureaus, en werd Parship veroordeeld door de correctionele rechtbank van Antwerpen in juni 2008 wegens het voeren van misleidende reclame met betrekking tot het effectieve aantal leden.
In thuisland Duitsland werd Parship in 2014 veroordeeld wegens herhaald niet-naleven van de wettelijke bedenktermijn en werd het bedrijf een dwangsom van 250.000 euro opgelegd in geval van herhaling. In 2015 volgden twee nieuwe veroordelingen wegens weigering tot terugbetaling. In November 2016 werd Parship in Wenen veroordeeld wegens onwettelijke automatische verlenging van abonnementen. Parship is tegen de veroordeling in beroep gegaan en gebruikt vandaag nog steeds de gewraakte werkwijze.